# Кириллов, Пётр Иванович
Пётр Ива́нович Кири́ллов (7 июля 1902 — 29 октября 1973) — гвардии младший сержант, участник Великой Отечественной войны, полный кавалер ордена Славы.

## Биография
Родился 7 июля 1902 года в деревне Жижимориха (ныне Кимрский район, Тверская область). Работал в местном колхозе.
В РККА с 1941 года, в боях Великой Отечественной войны — с 1942 года. К началу 1944 года — сапёр 160-го инженерно-саперного батальона 13-й инженерно-саперной бригады, неоднократно проявлял мужество при выполнении боевых заданий, ходил в разведку.
В ночь на 19 февраля 1944 года в бою за высоту севернее города Великие Луки ефрейтор Кириллов в непосредственной близости от немецкой траншеи проделал проход в проволочных заграждениях и обеспечил пропуск наступающих стрелковых подразделений. Лично участвовал в атаке, в процессе боя заменил раненого пулеметчика, уничтожил несколько гитлеровцев.
Приказом от 18 марта 1944 года Кириллов награждён орденом Славы 3-й степени.
К маю 1944 года — заместитель командира отделения того же батальона, затем бригады (10-я гвардейская армия, 2-й Прибалтийский фронт).
В ночь на 31 мая 1944 года в районе деревни Федорыгино (Псковская область) Кириллов с группой сапёров, проделав проход в усиленных проволочных заграждениях противника, обеспечил пропуск поисковой группы и лично участвовал в её прикрытии.
Приказом от 20 июня 1944 года ефрейтор Кириллов награждён орденом Славы 2-й степени.
К весне 1945 года — командир отделения 380-го отдельного саперного батальона 212-й стрелковой дивизии (61-я армия, 1-й Белорусский фронт).
20—25 апреля 1945 года в ходе наступления на берлинском направлении младший сержант Кириллов со своим отделением произвел инженерную разведку канала Хафель-Одер в районе населенного пункта Берневе (30 км западнее города Эберсвальде, Германия), навёл мост и переправил по нему лесоматериалы для строительства 30-тонного моста.
Участвовал в штурме Берлина, конец войны встретил на реке Эльбе.
Указом Президиума Верховного Совета СССР от 15 мая 1945 года за мужество, отвагу и бесстрашие, проявленные в боях с немецко-фашистскими захватчиками, младший сержант Кириллов Пётр Иванович был награждён орденом Славы 1-й степени.
В 1945 году был демобилизован, продолжил работу в родном колхозе сначала в качестве счетовода, а с 1947 года — бригадира. В 1958 году переехал жить в Кимры, работал в модельном цехе Савёловского машиностроительного завода.
Умер 29 октября 1973 года. Похоронен в Кимрах.

## Награды
- Полный кавалер ордена Славы:
  - орден Славы I степени — 15 мая 1945 года (№ 191)[1]
  - орден Славы II степени — 20 июня 1944 года (№ 961)[1]
  - орден Славы III степени — 18 марта 1944 года (№ 15704)[1]
- Орден Красной Звезды (26 июля 1944)[5]
- медали СССР, в том числе:
  - Медаль «За отвагу» (24 апреля 1943 года)[5]
  - Медаль «За оборону Ленинграда»[6]
  - Медаль «За освобождение Варшавы»[6]
  - Медаль «За взятие Берлина»[7]
- Почётный знак «Отличный минёр»[7]

## Память
В Кимрах на доме, где жил Кириллов (улица Чапаева, 14), в 1973 году была установлена мемориальная доска с барельефом. В 2014 году силами ветеранов локальных войн из Кимрского отделения Всероссийской общественной организации «Боевое братство» на другой стороне дома была установлена новая мемориальная доска; спустя некоторое время старая была уничтожена вандалами. Ветеранская организация Савёловского машиностроительного завода потребовала от городской администрации разобраться с произошедшим.
В этом же городе в честь Кириллова названа улица. В кимрской гимназии № 2 имеется стенд, посвящённый герою.

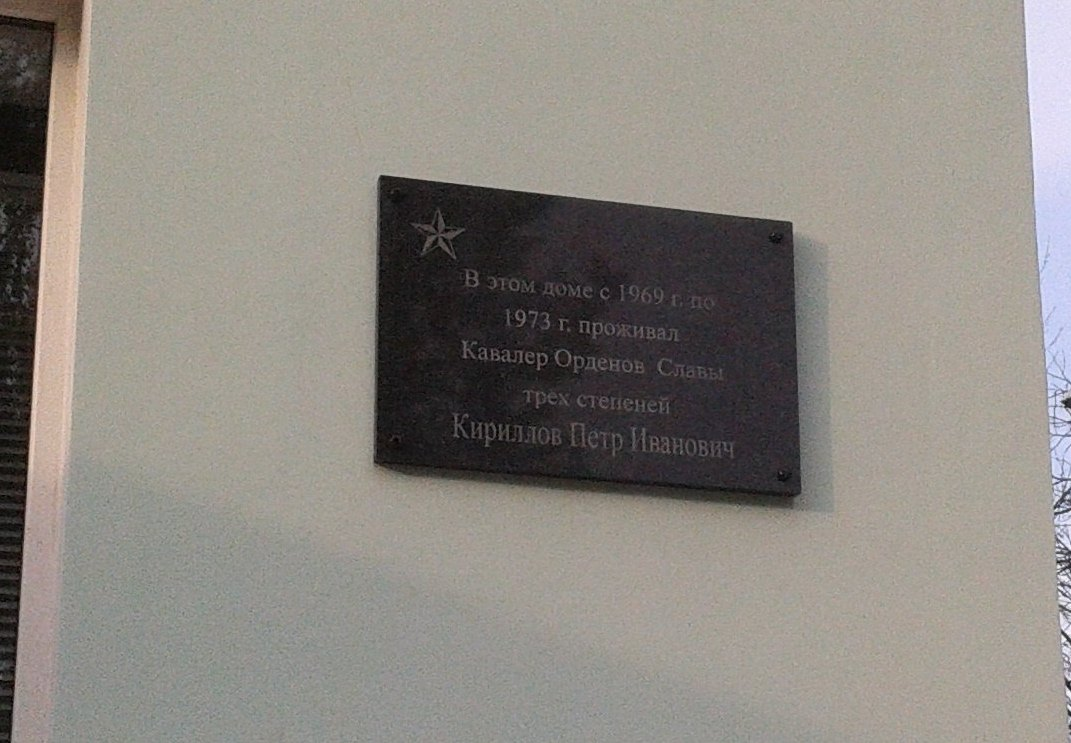
Новая мемориальная доска, установленная силами Всероссийской общественной организации «Боевое братство».